# ロックグラス

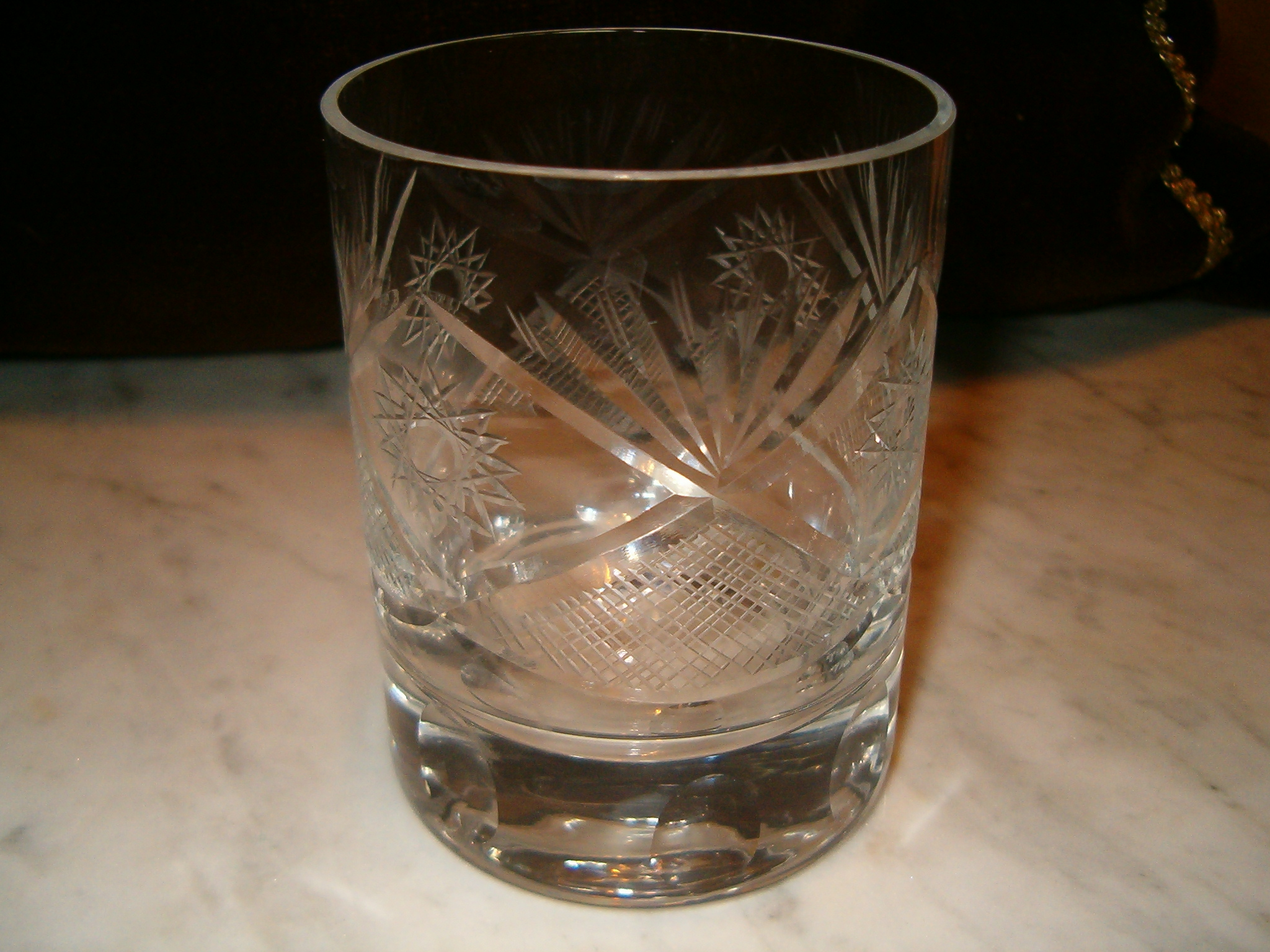
ロック・グラス

ロックグラス（rocks glass）は、陶器、磁器、ガラス、金属で出来た口が広く背の低いタンブラー。ウィスキーやラム等の酒類をオン・ザ・ロックスタイルで飲む際に用いられるほか、ゴッドファーザーなどのカクテルにも用いられる。正式には、オールド・ファッションド・グラス（old-fashioned glass）という。
オールド・ファッションド・グラスとの名称は、オールド・ファッションドというカクテルに由来する。容量は通常180 - 300cc、ダブル用は350 - 440cc程度である。